# Cynamonówki
Cynamonówki (Orchesticinae) – podrodzina ptaka z rodziny tanagrowatych (Thraupidae).

## Występowanie
Podrodzina obejmuje gatunki występujące w Ameryce Południowej:

## Systematyka
Do podrodziny należą następujące rodzaje:
- Orchesticus – jedynym przedstawicielem jest Orchesticus abeillei – cynamonówka
- Parkerthraustes – jedynym przedstawicielem jest Parkerthraustes humeralis – amazonek